# Grande Prêmio da França de 1967
Resultados do Grande Prêmio da França de Fórmula 1 realizado em Le Mans à 2 de julho de 1967. Quinta etapa da temporada, o mesmo foi vencido pelo australiano Jack Brabham.

## Classificação da prova
| Pos. | Nº | Piloto          | Construtor      | Voltas | Tempo/Diferença   | Grid | Pontos |
| ---- | -- | --------------- | --------------- | ------ | ----------------- | ---- | ------ |
| 1    | 3  | Jack Brabham    | Brabham-Repco   | 80     | 2:13:21.3         | 2    | 9      |
| 2    | 4  | Denny Hulme     | Brabham-Repco   | 80     | + 49.5            | 6    | 6      |
| 3    | 10 | Jackie Stewart  | BRM             | 79     | + 1 volta         | 10   | 4      |
| 4    | 18 | Jo Siffert      | Cooper-Maserati | 77     | + 3 voltas        | 11   | 3      |
| 5    | 15 | Chris Irwin     | BRM             | 76     | Motor             | 9    | 2      |
| 6    | 14 | Pedro Rodríguez | Cooper-Maserati | 76     | + 4 voltas        | 13   | 1      |
| NC   | 16 | Guy Ligier      | Cooper-Maserati | 68     | + 12 voltas       | 15   |        |
| Ret  | 2  | Chris Amon      | Ferrari         | 47     | Acelerador        | 7    |        |
| Ret  | 9  | Dan Gurney      | Eagle-Weslake   | 40     | Vazamento de óleo | 3    |        |
| Ret  | 12 | Jochen Rindt    | Cooper-Maserati | 33     | Motor             | 8    |        |
| Ret  | 8  | Bruce McLaren   | Eagle-Weslake   | 26     | Ignição           | 5    |        |
| Ret  | 6  | Jim Clark       | Lotus-Ford      | 23     | Diferencial       | 4    |        |
| Ret  | 17 | Bob Anderson    | Brabham-Climax  | 16     | Ignição           | 14   |        |
| Ret  | 7  | Graham Hill     | Lotus-Ford      | 13     | Diferencial       | 1    |        |
| Ret  | 11 | Mike Spence     | BRM             | 9      | Semieixo          | 12   |        |

## Tabela do campeonato após a corrida
|   | Pos. | Piloto          | Pontos |
| - | ---- | --------------- | ------ |
|   | 1    | Denny Hulme     | 22     |
| 4 | 2    | Jack Brabham    | 16     |
| 1 | 3    | Pedro Rodríguez | 12     |
| 1 | 4    | Chris Amon      | 11     |
| 1 | 5    | Jim Clark       | 10     |

|   | Pos. | Construtor      | Pontos |
| - | ---- | --------------- | ------ |
|   | 1    | Brabham-Repco   | 27     |
|   | 2    | Cooper-Maserati | 17     |
| 3 | 3    | BRM             | 11     |
| 1 | 4    | Ferrari         | 11     |
| 1 | 5    | Lotus-Ford      | 10     |

- Nota: Somente as primeiras cinco posições estão listadas. Cada piloto computaria cinco de seis resultados na primeira metade do campeonato e quatro de cinco na segunda metade. Neste ponto esclarecemos: na tabela dos construtores figurava somente o melhor colocado dentre os carros de um time.